# ماتي ويلوك
ماتي ويلوك (بالإنجليزية: Matty Willock)‏ (20 أغسطس 1996 بلندن في المملكة المتحدة - ) هو لاعب كرة قدم بريطاني في مركز الوسط. لعب مع مانشستر يونايتد ونادي أوترخت.

## روابط خارجية
- ماتي ويلوك على موقع قاعدة بيانات كرة القدم.إي يو (الإنجليزية)
- ماتي ويلوك على موقع ناشيونال فوتبول تيمز (الإنجليزية)
- ماتي ويلوك على موقع Soccerbase.com (لاعب) (الإنجليزية)
- ماتي ويلوك على موقع Soccerway.com (الإنجليزية)